# Championnats panarabes d'athlétisme 2009
Navigation
Édition précédente Édition suivante
Les Championnats panarabes d'athlétisme 2009  ont eu lieu à Damas en Syrie.  Ils ont enregistré la participation  de 17 pays arabes et seuls les pays sans tradition athlétique ou petits pays ont fait défaut : La Palestine, Djibouti, la Somalie, les îles Comores et la Mauritanie. Pour la première fois 12 pays ont participé aux épreuves féminines. La concurrence est très serrée et le Maroc, vainqueur n’a devancé l’Égypte et le Bahreïn que d’une seule médaille d’or (8 contre 7). Le phénomène des « naturalisés » s’est amplifié chez le Qatar et Bahreïn.

## Résultats

### Hommes
| Event                       | Or                                           | Or                 | Argent                                       | Argent             | Bronze                                   | Bronze             |
| --------------------------- | -------------------------------------------- | ------------------ | -------------------------------------------- | ------------------ | ---------------------------------------- | ------------------ |
| 100 mètres (+0,6 m/s)       | Aziz Ouhadi Maroc                            | 9 s 9              | Mohammed Farhan Khalifa Bahreïn              | 10 s 0             | Barakat Mubarak Al Harthy Oman           | 10 s 1             |
| 200 mètres (-0,3 m/s)       | Omar Juma Al-Salfa Émirats arabes unis       | 20 s 84            | Idriss Khalid Zougari Maroc                  | 20 s 86            | Hamed Hamadan Al-Bishi Arabie saoudite   | 20 s 92            |
| 400 mètres                  | Rabah Yousif Soudan                          | 45 s 15            | Mohamed Ashour Khouaja Libye                 | 45 s 35            | Youssef Ahmed Al-Masrahi Arabie saoudite | 45 s 93            |
| 800 mètres                  | Belal Mansoor Ali Bahreïn                    | 1 min 45 s 92      | Mohammad Al-Azemi Koweït                     | 1 min 46 s 91      | Mouhcine El Amine Maroc                  | 1 min 46 s 99      |
| 1 500 mètres                | Amine Laalou Maroc                           | 3 min 39 s 89      | Imad Touil Algérie                           | 3 min 40 s 86      | Belal Mansoor Ali Bahreïn                | 3 min 40 s 89      |
| 5 000 mètres                | James Kwalia Qatar                           | 14 min 4 s 22      | Ali Hasan Mahboob Bahreïn                    | 14 min 5 s 23      | Alemu Bekele Bahreïn                     | 14 min 6 s 62      |
| 10 000 mètres               | Ali Hasan Mahboob Bahreïn                    | 28 min 16 s 01 CR  | Nicholas Kemboi Qatar                        | 28 min 22 s 24     | Hussein Jamaan Al-Hamda Arabie saoudite  | 29 min 4 s 57      |
| Semi-marathon               | Nicholas Kemboi Qatar                        | 1 h 7 min 9 s      | Ali Zayed Mabrouk Libye                      | 1 h 7 min 14 s     | Najim El Ghady Maroc                     | 1 h 7 min 18 s     |
| 3000 m steeple              | Tareq Mubarak Taher Bahreïn                  | 8 min 39 s 47      | Chakir Boujattaoui Maroc                     | 8 min 40 s 36      | Rabia Makhloufi Algérie                  | 8 min 48 s 95      |
| 110 mètres haies (+0,3 m/s) | Othmane Hadj Lazib Algérie                   | 13 s 79 CR         | Ahmed Khader Al-Moualed Arabie saoudite      | 13 s 92            | Aymen Ben Ahmed Tunisie                  | 14 s 03            |
| 400 mètres haies            | Bandar Yahya Sharahili Arabie saoudite       | 49 s 43            | Idris Abdulkader Al-Housaoui Arabie saoudite | 49 s 56            | Mubarak Al-Nubi Qatar                    | 51 s 74            |
| Saut en hauteur             | Karim Lotfy Égypte                           | 2,16 m             | Majdeddine Ghazal Syrie                      | 2,16 m             | Nawaf Ahmad Al-Yami Arabie saoudite      | 2 m                |
| Saut à la perche            | Fahd Badr Al-Mershad Koweït                  | 5,25 m CR          | Ali Makki Al-Sabagha Koweït                  | 5,15 m             | Abdelatif Djadoune Algérie               | 5,00 m             |
| Saut en longueur            | Issam Nima Algérie                           | 8,10 m (+0,5 m/s)  | Yahya Berrabah Maroc                         | 8,09 m             | Ahmed Faiz bin Marzouq Arabie saoudite   | 7,82 m             |
| Triple saut                 | Mohamed Youssef Al-Sahabi Bahreïn            | 16,30 m (-0,4 m/s) | Mohamed Abdullah Darwish Émirats arabes unis | 16,15 m (-0,8 m/s) | Mouad Bencheikh El Hocine Algérie        | 16,12 m (+0,4 m/s) |
| Lancer du poids             | Sultan Abdulmajeed Al-Hebshi Arabie saoudite | 19,12 m            | Meshari Suroor Saad Koweït                   | 18,81 m            | Yasser Fathy Ibrahim Égypte              | 18,29 m            |
| Lancer du disque            | Omar Ahmed El Ghazaly Égypte                 | 61,73 m            | Haidar Nasser Abdel Shaheed Iraq             | 59,54 m            | Yasser Fathy Ibrahim Égypte              | 59,31 m            |
| Lancer du marteau           | Ali Al-Zinkawi Koweït                        | 76,46 m            | Mohsen El Anany Égypte                       | 74,31 m            | Mohamed Abdulkarim Al-Jawher Koweït      | 69,20 m            |
| Lancer du javelot           | Ihab Abdulrahman Al-Sayed Égypte             | 75,49 m            | Ammar Makki Iraq                             | 74,16 m            | Ali Saleh Al-Jadani Arabie saoudite      | 69,44 m            |
| Décathlon                   | Mohamed Jassem Al-Qaree Arabie saoudite      | 7 642 pts CR       | Mourad Souissi Algérie                       | 7 413 pts          | Ali Hazer Liban                          | 6 287 pts          |
| 20 km marche                | Hassanine Sebei Tunisie                      | 1 h 29 min 56 s    | Ali Amrouche Algérie                         | 1 h 31 min 16 s    | Hicham Medjber Algérie                   | 1 h 31 min 30 s    |
| Relais 4 × 100 mètres       | Arabie saoudite                              | 40 s 09            | Émirats arabes unis                          | 40 s 19            | Oman                                     | 40 s 37            |
| Relais 4×400 mètres         | Arabie saoudite                              | 3 min 6 s 90       | Émirats arabes unis                          | 3 min 9 s 78       | Soudan                                   | 3 min 10 s 9       |

### Dames
| Event                       | Or                                                               | Or               | Argent                                     | Argent         | Bronze                                   | Bronze         |
| --------------------------- | ---------------------------------------------------------------- | ---------------- | ------------------------------------------ | -------------- | ---------------------------------------- | -------------- |
| 100 mètres (+0,6 m/s)       | Mounira Al-Saleh Syrie                                           | 11 s 93          | Jamaa Chounaik Maroc                       | 11 s 94        | Dana Hussein Abdul Razak Iraq            | 11 s 99        |
| 200 mètres (-0,3 m/s)       | Mounira Al-Saleh Syrie                                           | 24 s 25          | Kolestane Mahmoud Iraq                     | 24 s 49        | Jamaa Chounaik Maroc                     | 25 s 05        |
| 400 mètres                  | Kolestane Mahmoud Iraq                                           | 53 s 65          | Naima Ibrahimi Maroc                       | 55 s 53        | Nouha El Baklouti Tunisie                | 57 s 89        |
| 800 mètres                  | Halima Hachlaf Maroc                                             | 2 min 7 s 17     | Seltana Aït Hamou Maroc                    | 2 min 7 s 38   | Mimi Belete Bahreïn                      | 2 min 9 s 25   |
| 1 500 mètres                | Siham Hilali Maroc                                               | 4 min 12 s 62    | Ibtissam Lakhouad Maroc                    | 4 min 15 s 24  | Mimi Belete Bahreïn                      | 4 min 16 s 76  |
| 5 000 mètres                | Tejitu Daba Chalchissa Bahreïn                                   | 16 min 27 s 66   | Shitaye Eshete Habtegebrel Bahreïn         | 16 min 29 s 74 | Bouchra Chaabi Maroc                     | 16 min 30 s 33 |
| 10 000 mètres               | Tejitu Daba Chalchissa Bahreïn                                   | 35 min 42 s 64   | Gladys Cherotich Kibiwot Bahreïn           | 35 min 53 s 94 | Kenza Dahmani Algérie                    | 42 min 2 s 60  |
| Semi-marathon               | Kenza Dahmani Algérie                                            | 1h 16 min 36 s   | Samira Raïf Maroc                          | 1h 24 min 23 s | Hiba Al Wada Syrie Abla Bendebah Algérie | 1h 44 min 48 s |
| 100 mètres haies (+1,6 m/s) | Fatmata Fofanah Bahreïn                                          | 13 s 51 CR       | Fadoua Al-Boza Syrie                       | 14 s 28        | Lamia Alhabz Maroc                       | 14 s 39        |
| 400 mètres haies            | Hayat Lambarki Maroc                                             | 57 s 27          | Lamia Alhabz Maroc                         | 57 s 86        | Faiza Omar Jouma Soudan                  | 63 s 31        |
| 3000 mètres steeple         | Hanane Ouhaddou Maroc                                            | 9 min 57 s 81    | Durka Mana Soudan                          | 10 min 14 s 85 | Oulaya Benrebah Algérie                  | 11 min 26 s 68 |
| Saut en hauteur             | Meryem Ouahbi Maroc                                              | 1,65 m           | Rym Abdallah Syrie Amina Lemgherbi Algérie | 1,60 m         |                                          |                |
| Saut à la perche            | Nesrine Ahmed Imam Égypte                                        | 3,80 m           | Nesrine Dinar Maroc                        | 3,80 m         | Rehame Shiha Syrie Rouba Al-Faseeh Syrie | 2,90 m         |
| Saut en longueur            | Yamile Aldama Soudan                                             | 5,95 m           | Ines Mohamed Mansour Égypte                | 5,90 m         | Jomaa Chouneik Maroc                     | 5,80 m         |
| Triple saut                 | Yamile Aldama Soudan                                             | 13,84 m          | Jomaa Chouneik Maroc                       | 13,38 m        | Fadoua Al Boza Syrie                     | 13,01 m        |
| Lancer du poids             | Sihem Marrakchi Tunisie                                          | 14,89 m          | Walaa Mohamed Attiah Égypte                | 14,12 m        | Zouina Bouzebra Algérie                  | 12,70 m        |
| Lancer du disque            | Hiba al-Omar Syrie                                               | 43,67 m          | Rim Gueyèche Tunisie                       | 43,47 m        | Noura Qerish Jordanie                    | 28,51 m        |
| Lancer du marteau           | Marwa Ahmed Hussein Égypte                                       | 60,48 m          | Hayat El Ghazi Maroc                       | 53,76 m        | Fatine Oubourogaa Maroc                  | 52,98 m        |
| Lancer du javelot           | Hanaa Ramadan Omar Égypte                                        | 56,09 m CR       | Zahra Bedrane Algérie                      | 44,71 m        | Sihem Marrakchi Tunisie                  | 41,98 m        |
| Heptathlon                  | Chaima Fethi Tehema Égypte                                       | 4081 pts         | Bahar Kasrou Iraq                          | 4026 pts       | Nour Al Sous Syrie                       | 3895 pts       |
| 10 km marche                | Chaima Trabelsi Tunisie                                          | 49 min 9 s 7 CR  | Olfa Ellafi Tunisie                        | 49 min 45 s 6  | Rania Osman Syrie                        | 50 min 24 s 5  |
| Relais 4 × 100 mètres       | Iraq Bahar Kasrou Alaa Hikmat Dana Hussein Kolestane Mahmoud     | 47 s 22 NR       | Maroc                                      | 47 s 98        | Bahreïn                                  | 48 s 77        |
| Relais 4×400 mètres         | Maroc Lamiae Lhabze Hayat Lambarki Naima Ibrahimi Halima Hachlaf | 3 min 40 s 58 CR | Iraq                                       | 3 min 47 s 39  | Tunisie                                  | 3 min 51 s 90  |

## Tableau des médailles

### Hommes
| Rang | Nation              | Or | Argent | Bronze | Total |
| ---- | ------------------- | -- | ------ | ------ | ----- |
| 1    | Arabie saoudite     | 5  | 2      | 6      | 13    |
| 2    | Bahreïn             | 4  | 2      | 2      | 8     |
| 3    | Égypte              | 3  | 1      | 2      | 6     |
| 4    | Algérie             | 2  | 3      | 4      | 9     |
| 5    | Maroc               | 2  | 3      | 2      | 7     |
| 6    | Koweït              | 2  | 3      | 1      | 6     |
| 7    | Qatar               | 2  | 1      | 1      | 4     |
| 8    | Émirats arabes unis | 1  | 3      | 0      | 4     |
| 9    | Soudan              | 1  | 0      | 1      | 2     |
| 9    | Tunisie             | 1  | 0      | 1      | 2     |
| 11   | Iraq                | 0  | 2      | 0      | 2     |
| 11   | Libye               | 0  | 2      | 0      | 2     |
| 13   | Syrie               | 0  | 1      | 0      | 1     |
| 14   | Oman                | 0  | 0      | 2      | 2     |
| 15   | Liban               | 0  | 0      | 1      | 1     |
| 16   | Yémen               | 0  | 0      | 0      | 0     |
| -    | Total               | 23 | 23     | 23     | 69    |

### Dames
| Rang | Nation   | Or | Argent | Bronze | Total |
| ---- | -------- | -- | ------ | ------ | ----- |
| 1    | Maroc    | 6  | 10     | 5      | 21    |
| 2    | Égypte   | 4  | 2      | 0      | 6     |
| 3    | Syrie    | 3  | 2      | 6      | 11    |
| 4    | Bahreïn  | 3  | 2      | 3      | 8     |
| 5    | Iraq     | 2  | 3      | 1      | 6     |
| 6    | Tunisie  | 2  | 2      | 3      | 7     |
| 7    | Soudan   | 2  | 1      | 1      | 4     |
| 8    | Algérie  | 1  | 2      | 4      | 7     |
| 9    | Jordanie | 0  | 0      | 1      | 1     |
| 10   | Koweït   | 0  | 0      | 0      | 0     |
| 10   | Liban    | 0  | 0      | 0      | 0     |
| 10   | Qatar    | 0  | 0      | 0      | 0     |
| -    | Total    | 23 | 24     | 24     | 71    |